# Archidendron mucronatum
Archidendron mucronatum är en ärtväxtart som beskrevs av Hermann August Theodor Harms. Archidendron mucronatum ingår i släktet Archidendron och familjen ärtväxter. Inga underarter finns listade i Catalogue of Life.